# Кабюк Іван Дмитрович
Іва́н Дми́трович Кабю́к — головний сержант РВП Збройних сил України, учасник російсько-української війни.

## Нагороди
29 вересня 2014 року — за особисту мужність і героїзм, виявлені у захисті державного суверенітету та територіальної цілісності України, вірність військовій присязі під час російсько-української війни, відзначений — нагороджений орденом «За мужність» III ступеня.
29 вересня 2014 року нагороджений за оборону Луганського аеропорту.